# Julien Duvivier
Julien Duvivier (Rijsel, 3 oktober 1896 – Parijs, 30 oktober 1967) was een Frans filmregisseur.
Julien Duvivier begon zijn loopbaan als toneelacteur en -regisseur, voordat hij zich op films ging toeleggen. Hij werd in de jaren 30 een van de belangrijkste vertegenwoordigers van het poëtische realisme in de Franse film. Duvivier gold als een zeer veelzijdig en geroutineerd filmregisseur. Naast klassiekers als Pépé le Moko (1937) en Sous le ciel de Paris (1951) draaide hij ook verschillende komedies, zoals de eerste twee Don Camillo-films met Fernandel en Gino Cervi.
Hij stierf in 1967 aan de gevolgen van een auto-ongeluk.

## Filmografie
- 1919: Haceldama ou le Prix du sang
- 1920: La Réincarnation de Serge Renaudier
- 1922: L'Agonie des aigles
- 1922: Les Roquevillard
- 1922: L'Ouragan sur la montagne
- 1922: Der unheimliche Gast
- 1923: Le Reflet de Claude Mercœur
- 1924: La Machine à refaire la vie
- 1924: Credo ou la Tragédie de Lourdes
- 1924: Cœurs farouches
- 1924: L'Œuvre immortelle
- 1925: L'Abbé Constantin
- 1925: Poil de carotte
- 1926: L'Homme à l'Hispano
- 1927: L'Agonie de Jérusalem
- 1927: Le Mariage de Mademoiselle Beulemans
- 1927: Le Mystère de la tour Eiffel
- 1928: Le Tourbillon de Paris
- 1929: La Divine Croisière
- 1929: Maman Colibri
- 1929: La Vie miraculeuse de Thérèse Martin
- 1930: Au Bonheur des Dames
- 1931: David Golder
- 1931: Les Cinq Gentlemen maudits
- 1931: Allô Berlin? Ici Paris!
- 1932: Poil de carotte
- 1932: La Vénus du collège
- 1933: La Tête d'un homme
- 1933: Le Petit Roi
- 1933: La Machine à refaire la vie
- 1934: Le Paquebot Tenacity
- 1934: Maria Chapdelaine
- 1935: Golgotha
- 1935: La Bandera
- 1936: Le Golem
- 1936: La Belle Équipe
- 1936: L'Homme du jour
- 1937: Pépé le Moko
- 1937: Un carnet de bal
- 1938: The Great Waltz
- 1939: La Fin du jour
- 1939: La Charrette fantôme
- 1941: Lydia
- 1942: Tales of Manhattan
- 1943: Untel père et fils
- 1943: Flesh and Fantasy
- 1944: The Impostor
- 1946: Panique
- 1948: Anna Karenina
- 1949: Au royaume des cieux
- 1950: Black Jack
- 1951: Sous le ciel de Paris
- 1951: Le Petit Monde de don Camillo
- 1952: La Fête à Henriette
- 1953: Le Retour de don Camillo
- 1954: L'Affaire Maurizius
- 1954: Marianne de ma jeunesse
- 1955: Marianne Meine Jugendliebe
- 1956: Voici le temps des assassins
- 1957: L'Homme à l'imperméable
- 1957: Pot-Bouille
- 1959: La Femme et le Pantin
- 1959: Marie-Octobre
- 1960: Das kunstseidene Mädchen
- 1960: Boulevard
- 1962: La Chambre ardente
- 1962: Le Diable et les Dix Commandements
- 1963: Chair de poule
- 1967: Diaboliquement vôtre